# Pternistis
Pternistis é um género de aves da ordem Galliformes e da família Phasianidae. As aves deste género são designadas comummente por francolins.

## Espécies
Este género compreende actualmente 23 espécies:
- Francolim-de-hartlaub, Pternistis hartlaubi
- Francolim-camaronês, Pternistis camerunensis
- Francolim-nobre, Pternistis nobilis
- Francolim-de-nuca-castanha, Pternistis castaneicollis
- Francolim-de-erckel, Pternistis erckelii
- Francolim-jibutiano, Pternistis ochropectus
- Francolim-de-swierstra, Pternistis swierstrai
- Francolim-de-ahanta, Pternistis ahantensis
- Francolim-de-riscas-cinzentas, Pternistis griseostriatus
- Francolim-de-jackson, Pternistis jacksoni
- Francolim-de-bico-vermelho, Pternistis adspersus
- Francolim-do-cabo, Pternistis capensis
- Francolim-de-natal, Pternistis natalensis
- Francolim-de-hildebrandt, Pternistis hildebrandti
- Francolim-biesporado, Pternistis bicalcaratus
- Francolim-escamoso, Pternistis squamatus
- Francolim-de-bico-amarelo, Pternistis icterorhynchus
- Francolim-de-clapperton, Pternistis clappertoni
- Francolim-de-harwood, Pternistis harwoodi
- Francolim-de-swainson, Pternistis swainsonii
- Francolim-de-pescoço-amarelo, Pternistis leucoscepus
- Francolim-de-peito-cinzento, Pternistis rufopictus
- Francolim-de-pescoço-vermelho, Pternistis afer